# Piptostigma fasciculatum
Espèce
Statut de conservation UICN

 LC  : Préoccupation mineure
Piptostigma fasciculatum est une espèce de plantes à fleurs de la famille des Annonaceae et du genre Piptostigma, présente en Afrique tropicale.

## Taxonomie
L'espèce est décrite en 1914 par le botaniste belge Émile De Wildeman.

### Synonymes
- Brieya fasciculata De Wild., 1914
- Brieya fasciculatum De Wild, 1914
- Piptostigma aubrevillei Ghesq. ex Aubrév.

## Reproduction
La dissémination de ses graines est facilitée par les éléphants, celles-ci étant capables de germer dans les excréments d'éléphant.

## Habitat
Piptostigma fasciculatum se rencontre de 200 à 1 326 m d'altitude.